# Дейв Маккін
Дейв Маккін (англ. Dave McKean) — британський ілюстратор, фотограф, режисер, графічний художник і автор коміксів.

## Кар'єра
Під час своєї поїздки до Нью-Йорка в 1986 році, ілюстратор познайомився з  Нілом Гейманом, разом з яким вони почали роботу над коміксом «Рипучі футляри», що вийшов 1987 року. У 1988 році працював над коміксом «Чорна орхідея» (англ. Black Orchid), а також обкладинками для коміксів «Посланець пекла» (англ. Hellblazer). Починаючи з 1989 року створював обкладинки для коміксів Геймана «Пісочний чоловік», і того ж 1989 року спільно з  Грантом Моррісоном працював над графічним романом про Бетмена — «Лікарня Аркем».
Згодом також співпрацював з Гейманом над такими дитячими книгами, як «Трагічна комедія або комічна трагедія містера Панча» (1994), «День, коли я обміняв свого батька на дві золоті рибки» (1998) і «Вовки у стінах» (2003), а також дитячими романами «Кораліна» (2002) та «Книга кладовища» (2008). 2006 року «Вовки у стінах» адаптовано під мюзикл, прем'єра якого відбулася в Глазго. У 2011 році Маккін працював з  Річардом Докінзом над науково-популярною книгою для дітей «Магія реальності» (англ. The Magic of Reality).
У січні 2005 року на фестивалі  Sundance відбулася прем'єра його першого фільму «Дзеркальна маска», сценарій до якого написав Ніл Гейман. До цього він брав участь у виробництві декількох музичних кліпів і короткометражних фільмів. Вихід його другого фільму «Луна» (англ. Luna) відбувся 2014 року.
2016 року презентував комікс «Чорний пес: Мрії Пола Неша» (англ. Black Dog: The Dreams of Paul Nash), який розповідає про життя англійського художника першої половини XX століття.

## Твори

### Режисер
| Рік  | Назва              | Оригінальна назва | Примітки               |
| ---- | ------------------ | ----------------- | ---------------------- |
| 1998 | За тиждень до того | The Week Before   | Короткометражний фільм |
| 2002 | Н [еон]            | N [eon]           | Короткометражний фільм |
| 2005 | Дзеркальна маска   | MirrorMask        |                        |
| 2012 | Наше Євангеліє     | The Gospel of Us  |                        |
| 2014 | Луна               | Luna              |                        |

### Сценарист
| Рік  | Назва              | Оригінальна назва | Примітки               |
| ---- | ------------------ | ----------------- | ---------------------- |
| 1998 | За тиждень до того | The Week Before   | Короткометражний фільм |
| 2002 | Н [еон]            | N [eon]           | Короткометражний фільм |
| 2005 | Дзеркальна маска   | MirrorMask        |                        |
| 2014 | Луна               | Luna              |                        |

### Продюсер
| Рік  | Назва                             | Оригінальна назва          | Примітки |
| ---- | --------------------------------- | -------------------------- | -------- |
| 2006 | Створення фільму Дзеркальна маска | The Making of 'MirrorMask' | Відео    |

### Цифровий художник
| Рік  | Назва       | Оригінальна назва | Примітки               |
| ---- | ----------- | ----------------- | ---------------------- |
| 1998 | Фолкнер     | The Falconer      | телефільм              |
| 2000 | Психлікарня | Asylum            | Короткометражний фільм |

### Художник-постановник
| Рік  | Назва            | Оригінальна назва | Примітки |
| ---- | ---------------- | ----------------- | -------- |
| 2005 | Дзеркальна маска | MirrorMask        |          |
| 2014 |                  | Luna              |          |

### Монтажер
| Рік  | Російська назва | Назва            | Примітки |
| ---- | --------------- | ---------------- | -------- |
| 2012 | Наше Євангеліє  | The Gospel of Us |          |
| 2014 |                 | Luna             |          |

### Композитор
| Рік  | Назва          | Оригінальна назва | Примітки               |
| ---- | -------------- | ----------------- | ---------------------- |
| 2002 |                | N [eon]           | Короткометражний фільм |
| 2012 | Наше Євангеліє | The Gospel of Us  |                        |